# Ole Comoll Christensen
Ole Comoll Christensen (født 1964) er en dansk tegneserieskaber og børnebogsillustrator. 
Han har blandt andet været tegner på Dimensionsdetektiven. 
Udover den professionelle Dimensionsdetektiven på forlaget Carlsen består Ole Comolls tegneserieudgivelser først og fremmest af undergrundsserier udgivet på forlagene Fahrenheit og Slab-o-Concrete Publications.
Ole Comoll Christensen modtog sammen med Niels Søndergaard tegneserieprisen Ping-prisen i 1993.

## Ekstern henvisning
- Biografi Arkiveret 25. oktober 2005 hos  Wayback Machine på tegneseriemuseet.dk.
- Egen hjemmeside.
- Ole Comoll Christensen på Lambiek Comiclopedia